# Mom's the Word
Mom's the Word (titulado Mamá es la palabra en Hispanoamérica y Palabra de mamá en España) es el duodécimo episodio de la duodécima temporada y el número 222 en general de la serie animada de comedia Padre de familia. Se estrenó originalmente por FOX el 9 de marzo de 2014 y fue escrito por Ted Jessup y dirigido por John Holmquist.
En el episodio, la madre de Peter, Thelma, muere de un derrame cerebral y Peter empieza a establecer una amistad con la mejor amiga de ésta, Evelyn, la cual intenta seducirlo.

## Argumento
Lois riñe a Peter por comerse la masa de galletas cruda. Pero Peter ignora a su mujer diciéndole que no le pasará nada. En la fábrica de cerveza, Peter se aburre mientras está sentado en una reunión hasta que empieza a tener dolor de estómago (como resultado de la masa de galletas cruda y el taco se encontró en el aparcamiento) y termina cagándose encima tratando de llegar al baño evadiendo varias personas. Cuando está en el baño, Peter lava sus pantalones con el agua del váter. Peter llega a casa del trabajo y se encuentra a sus amigos y familiares. Peter cree que todos están ahí porque se han enterado de lo que le ocurrió en la fábrica de cerveza, pero Lois explica que no es así: están todos ahí porque que se enteraron de que su madre, Thelma, murió de un derrame cerebral. Después del funeral, una mujer llamada Evelyn se acerca a Peter y le dice que ella era la mejor amiga de Thelma. También le habla de su marido, Walter, que también falleció hace tiempo. Los dos empiezan a pasar mucho tiempo juntos y Peter comienza a verla como una madre sustituta. Después de haberle presentado a Quagmire y a Joe en La Almeja Borracha, y que ambos se hayan ido por haberse sentido incómodos con ella, Evelyn intenta seducir a Peter besándolo. Más tarde, esa noche, Peter le dice a Lois lo que pasó y ella le sugiere hablar con Evelyn. Cuando va a verla, Evelyn miente y dice que su medicina la hizo actuar de manera poco profesional y le ruega a Peter que la perdone. Después de pasar más tiempo con ella, Peter se da cuenta de que estaba mintiendo, ya que sigue seduciéndolo, por lo que Peter decide terminar su amistad. Al día siguiente, Peter visita a su madre en el cementerio donde encuentra a Evelyn. Ella confiesa que se sentía atraída por él porque era el único hombre que se fijó en ella desde la muerte de su marido y se convierten en amigos de nuevo. Sin embargo, al abrazar a Evelyn, Peter la mata accidentalmente partiéndole la columna vertebral. Coloca Evelyn en un banco cercano y de inmediato la deja para que el jardinero se ocupe de ella. 
Mientras tanto, cuando Brian le dice a Stewie que todos, incluyéndole a él, vamos a morir en algún momento, este desarrolla un miedo a morir. Brian intenta consolarlo llevándole a varias instituciones religiosas y preguntarles qué pasa después de la muerte. Stewie es insatisfecho y al no conseguir una respuesta clara ya que considera a todas las religiones como ambiguas (incluso después de leer varios textos religiosos) le pregunta a Brian lo que él cree que sucede después de la muerte. Brian le dice que él cree que no pasa nada después de la muerte (lo que refleja sus puntos de vista ateos), lo que lleva a Stewie a creer que no hay razón para vivir puesto que la vida no tiene sentido ni propósito, y por lo tanto es una gran broma, y una angustia interminable esperar hasta el momento de su muerte, así que decide suicidarse. Tiene un montón de intentos fallidos para intentar matarse y, finalmente, durante su último intento por saltar por la ventana, es detenido por Brian, quien le dice que nadie sabe realmente lo que sucede después de la muerte y que él debe buscar su razón y propósito vivir cumpliendo sus sueños. Stewie le dice a Brian que él siempre ha querido ser un cantante-compositor y cuando en un local de cante, está a punto de cantarle, Brian le da una pistola y le dice que se suicide.

## Recepción

### Audiencia
El episodio fue visto por un total de 4.56 millones de personas en su estreno en Estados Unidos, convirtiéndolo en el espectáculo más visto de la noche de la dominación de la animación en FOX, ganando a Bob's Burgers y dos episodios de Los Simpson. 

### Recepción crítica
Eric Thurm de The A.V. Club le dio al episodio una C+, diciendo "Las buenas partes de "Mom's the Word" son más que compensadas por la forma tonalmente inconsistente que es... es casi imposible prestar atención a que el episodio en su conjunto, sobre todo cuando el episodio trata de hacer algo un poco más pesado que el espectáculo de salidas normales".
- Datos: Q16529201